# 364630 Shizuoka
364630 Shizuoka è un asteroide della fascia principale. Scoperto nel 2007, presenta un'orbita caratterizzata da un semiasse maggiore pari a 2,240985 UA e da un'eccentricità di 0,143403, inclinata di 7,815711° rispetto all'eclittica.
È dedicato alla città di Shizuoka, in Giappone.